# Ginástica rítmica nos Jogos Pan-Americanos de 2015 - Bola
A competição da bola feminino foi um dos eventos da ginástica rítmica nos Jogos Pan-Americanos de 2015. Foi disputada no Toronto Coliseum entre os dias 17 e 19 de julho.

## Calendário
Horário local (UTC-4).
| Data        | Horário | Fase         |
| ----------- | ------- | ------------ |
| 17 de julho | 11:00   | Qualificação |
| 19 de julho | 10:45   | Final        |

## Medalhistas
| Ouro   | USA Laura Zeng       |
| Prata  | USA Jasmine Kerber   |
| Bronze | MEX Karla Diaz Arnal |

## Resultados

### Qualificação
| Pos. | Ginasta                    |        | Notas |
| ---- | -------------------------- | ------ | ----- |
| 1    | USA Laura Zeng             | 16.292 | Q     |
| 2    | USA Jasmine Kerber         | 16.233 | Q     |
| 3    | CAN Patricia Bezzoubenko   | 15.933 | Q     |
| 4    | BRA Angelica Kvieczynski   | 15.500 | Q     |
| 5    | MEX Karla Diaz Arnal       | 15.142 | Q     |
| 6    | CAN Carmen Whelan          | 14.650 | Q     |
| 7    | MEX Rut Castillo           | 14.133 | Q     |
| 8    | VEN Michelle Sanchez       | 13.567 | Q     |
| 9    | CUB Brenda Leyva           | 13.000 | R     |
| 10   | BRA Natalia Azevedo Gaudio | 12.900 | R     |

### Final
| Pos.              | Ginasta                  |        | Notas |
| ----------------- | ------------------------ | ------ | ----- |
| Medalha de ouro   | USA Laura Zeng           | 16.883 |       |
| Medalha de prata  | USA Jasmine Kerber       | 16.100 |       |
| Medalha de bronze | MEX Karla Diaz Arnal     | 15.267 |       |
| 4                 | CAN Carmen Whelan        | 14.817 |       |
| 5                 | MEX Rut Castillo         | 14.808 |       |
| 6                 | BRA Angelica Kvieczynski | 14.633 |       |
| 7                 | CAN Patricia Bezzoubenko | 14.283 |       |
| 8                 | VEN Michelle Sanchez     | 13.308 |       |